# Cá trích tròn
Cá trích tròn hay cá trích lầm (Danh pháp khoa học: Sardinella aurita) là loài cá trích trong họ Cá trích. Chúng được tìm thấy ở Đại Tây Dương và Địa Trung Hải.

## Đặc điểm
Cá trích tròn có mình tròn, ít vảy, nhiều thịt hơn nhưng thịt cá đỏ và không thơm ngon. Chúng có một vệt đặc biệt kéo dài theo kích thước cơ thể, bụng tương đối tròn. Đây là một trong những loài cá trích lớn nhất, trung bình từ 23 đến 28 cm, nó có tám tia vây bụng và một vàng qua đường trung tâm mờ nhạt.
Cá trích tròn thích vùng nước ấm, và vùng nước nông khoảng 24 °C, đến độ sâu 350 m. Đó là một loài cá nổi nhỏ sống ở vùng nhiệt đới và cận nhiệt đới của miền tây và đông Đại Tây Dương, Thái Bình Dương, Địa Trung Hải và, đôi khi, Biển Đen. Tuyến sinh dục bắt đầu phát triển vào tháng Tư, và hoàn toàn trưởng thành một tháng sau đó. Nó là một loài ăn thực vật phù du và động vật phù du như chân chèo.
Cá trích tròn đã trải qua một sự bùng nổ lớn trong dân số đánh bắt khoảng năm 1990. Tuy nhiên, con số của nó đã rất ổn định qua nhiều năm qua. Trung bình 1,3 tấn cho mỗi chuyến đi trong bốn năm qua. Sản lượng cá đánh bắt năm 1983 đạt 1.983.000 tấn.